# Pseudione kossmanni
Pseudione kossmanni är en kräftdjursart som beskrevs av Hugo Frederik Nierstrasz och Brender à Brandis 1923. Pseudione kossmanni ingår i släktet Pseudione och familjen Bopyridae. Inga underarter finns listade i Catalogue of Life.